# Karl August Graf von Kospoth

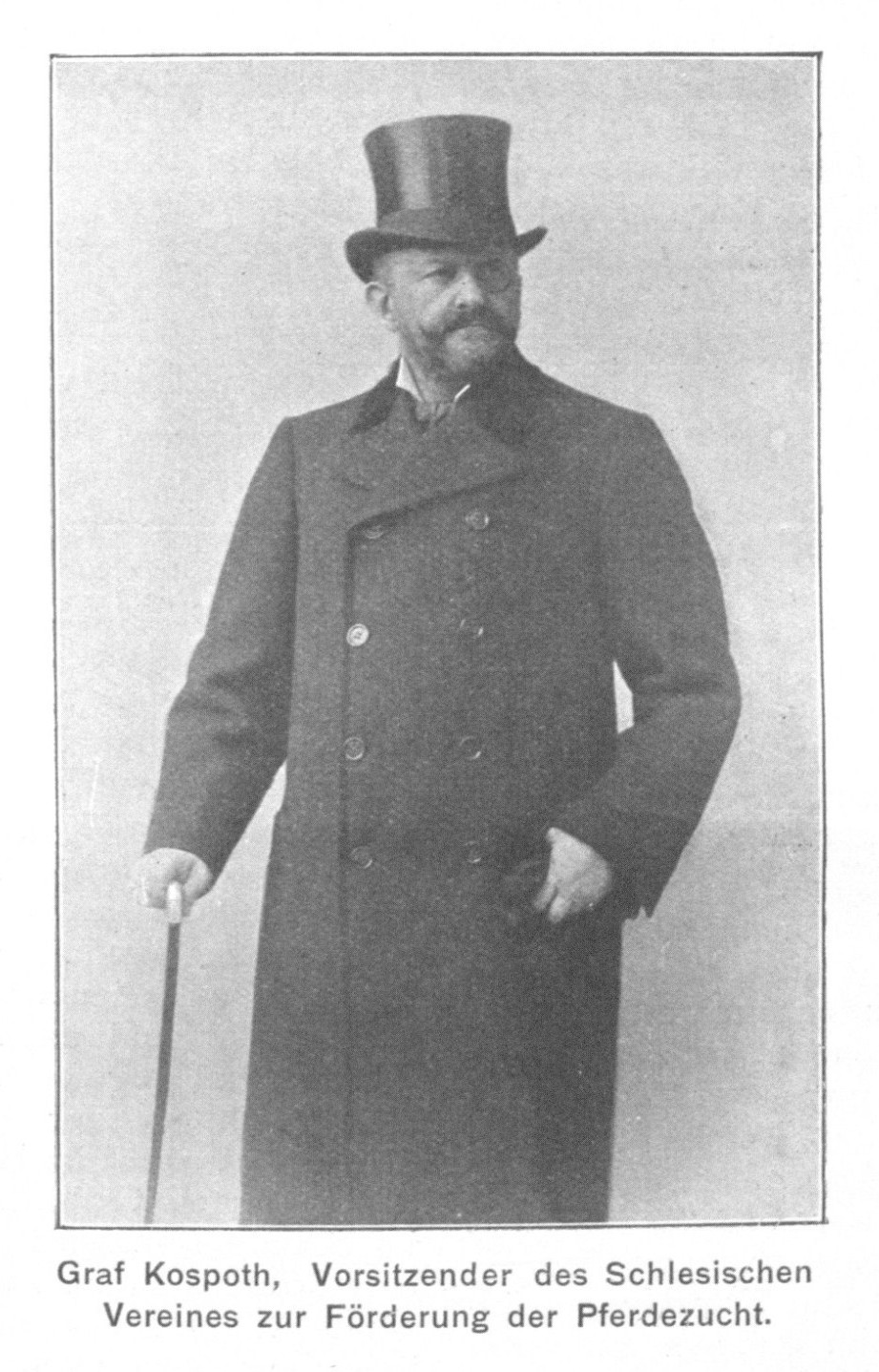
Karl August von Kospoth, 1901

Karl August Graf von Kospoth (* 22. Oktober 1836 in Briese, Provinz Schlesien; † 21. März 1928 ebenda) war fünfter Fideikommissherr und Majoratsherr auf dem Familiengut Briese.

## Leben
Geboren wurde Kospoth als Sohn des Grafen August von Kospoth und der Charlotte von Necker auf Schloss Briese, bis 1945 eines der schönsten Barockschlösser Schlesiens. Im Laufe seines langen Lebens hatte Kospoth zahlreiche Posten inne. So war er Kreisdeputierter des Kreises Oels, Mitglied des Preußischen Herrenhauses auf Lebenszeit, Kurator der Ritterakademie (Liegnitz) und des Johannisstifts in Liegnitz sowie Ehrenritter des Johanniterordens. Er war Ehrenmitglied des Corps Saxo-Borussia Heidelberg, bei dem er 1858 aktiv geworden war.
Kospoth war zweimal verheiratet: Am 16. Mai 1863 ehelichte er in München Maria Gräfin von Paumgarten (* 17. August 1843 in Leopoldskron bei Salzburg; † 29. März 1875 in Kritschen). Die Söhne August (1864–1917), Hans Wolf (1865–1890) und die Tochter Gabriele (1875–1924) entstammen dieser Ehe. Knapp drei Wochen nach der Geburt der Tochter starb seine Frau. Zwei Jahre später heiratete er am 22. Oktober 1877 in Stein (polnisch Kamień) bei Sibyllenort, Landkreis Oels, Eleonora (Nora) von Klitzing (* 21. Oktober 1856 in Kolzig; † 6. Mai 1908 in Kamień, Galizien). Mit letzterer hatte er die Tochter Ruth (* 21. März 1880 in Briese; † 12. März 1914 ebenda), verheiratet mit Friedrich Freiherr von Gagern, einem österreichischen Autor von Jagd-, Tier- und Abenteuergeschichten. Ihr Bruder Friedrich-August (* 1. Juli 1887 in Briese; † 24. August 1980 in Bad Homburg) heiratete Margarete Gräfin von der Schulenburg (* 15. April 1891 in Berlin; † 15. Dezember 1987 in Grafing bei München).
Als Wirkl. Geheimer Rat und Exzellenz starb er im 92. Lebensjahr.